# Daniel Payne (zápasník)
Daniel Payne (* 7. června 1966 Burnaby, Kanada) je bývalý kanadský zápasník, který na vrcholné úrovni startoval jak ve volném, tak v řecko-římském stylu. V roce 1987 vybojoval v obou stylech bronz na Panamerických hrách. V roce 1988 startoval na letních olympijských hrách v Soulu. V zápase řecko-římském vypadl v kategorii do 130 kg ve druhém kole, ve volném stylu vybojoval ve stejné váhové kategorii 6. místo.